# Muzej Kvarta
Muzej Kvarta je multidisciplinaran, kulturno-umjetnički projekt, koji je 2009. pokrenula udruga Kontraakcija, s osnovnom zadaćom istraživanja identiteta lokalnih zajednica unutar društveno-urbanističke specifičnosti kvartova Novog Zagreba.

### O nastanku
Nastao kao odgovor na specifičnu situaciju Novoga Zagreba, koja se očituje u njegovoj izolaciji od centraliziranog društveno-kulturnog života Grada, projekt Muzej Kvarta je pokretnog karaktera te putujući od kvarta do kvarta, nastoji u svakom od njih ostvariti konkretne akcije osnaživanja lokalnog identiteta i proaktivne građanske kulture života njegovih stanovnika.
Muzej Kvarta u dogovoru sa stanovnicima kvarta nastoji realizirati većinu izloženih projekata, a sam proces suradnje pridonosi boljem razumijevanju i valoriziranju pojedine intervencije, te u širem smislu, povećanju društveno-kulturne svijesti i spoznaje o vlastitoj vrijednosti unutar šire slike grada.
Kronologija Muzeja Kvarta:
- Muzej Kvarta Središće, 2009.;
- Muzej Kvarta Travno, 2009.;
- Muzej Kvarta Zapruđe, 2010.;
- Muzej Kvarta Trešnjevka, 2011. – 2012.;
- Muzej Kvarta Peščenica, 2012. – 2013.;
- Muzej Kvarta Gredelj (@ Dan-D), 2013.;
- Muzej KVarta Željezara (@ Festival Željezara), Sisak, 2014.;
- Muzej KVarta Željezara (@ Festival Željezara), Sisak 2015.